# Corynethrix obscura
Corynethrix obscura L. Koch, 1876 è un ragno appartenente alla famiglia Thomisidae.
È l'unica specie nota del genere Corynethrix.

## Caratteristiche
L'olotipo femminile ha dimensioni: cefalotorace di lunghezza 2,28 mm e larghezza 2,1 mm; opistosoma di lunghezza 2,97 mm e larghezza 2,91.

## Distribuzione
L'unica specie oggi nota di questo genere è stata rinvenuta in Australia: nel Queensland (a Peak Downs) e nel Nuovo Galles del Sud (a Port Hacking)

## Tassonomia
Dal 2011 non sono stati esaminati altri esemplari, né sono state descritte sottospecie al 2014.